# Chiharu Nakamura
Chiharu Nakamura (25 de abril de 1988) é uma jogadora de rugby sevens japonesa.

## Carreira
Chiharu Nakamura integrou o elenco da Seleção Japonesa de Rugbi de Sevens Feminino, na Rio 2016, que foi 10º colocada, sendo a capitã da equipe.